# Johann Siebenkäs
Johann Siebenkäs (* 23. Dezember 1714 in Nürnberg; † 22. Januar 1781 ebenda) war ein deutscher Organist und Komponist.

## Leben
Johann Siebenkäs entstammte väterlicherseits einem weit verzweigten, fränkischen Müller- und Bäckergeschlecht und wurde als Sohn des Bäckers Peter Siebenkäs und dessen Ehefrau Elisabetha Kodisch geboren. Die Familie mütterlicherseits, Kodisch, brachte im 17. Jahrhundert einige namhafte Trompeten- und Posaunenmacher hervor. Bereits in jungen Jahren bekam Johann Siebenkäs auf Veranlassung der Eltern einen „Kinderunterricht“ und wurde sogar in den Grundzügen der lateinischen Sprache gelehrt. Da er bereits als Kind eine Neigung zur Musik zeigte, wurde Siebenkäs im Alter von sechs Jahren auf dem Clavier beim St. Lorenzer Organisten Förtsch unterrichtet. Später besuchte er das Egidien-Gymnasium. Das Flötenspiel brachte sich Siebenkäs autodidaktisch bei.
Als 1726 der polnische Staatsminister Graf von Zinzendorf in Nürnberg weilte, war er von Siebenkäs’ Clavierspiel so angetan, dass der Graf ihn daraufhin nach Dresden mitnahm, um Siebenkäs bei Johann David Heinichen unterrichten zu lassen. Bald übertraf Siebenkäs in seinen musikalischen Fertigkeiten sogar Heinichen; dies sprach sich bis nach St. Petersburg herum, sodass er mit 15 Jahren in die russisch-kaiserlichen Dienste gerufen wurde, dieses Angebot jedoch nicht annahm. In Dresden wurde Siebenkäs auch konfirmiert. Kurz vor seiner Rückkehr nach Nürnberg hatte er die Ehre, vor den Herrschern August I., Friedrich Wilhelm I. und dem preußischen Kronprinzen Friedrich zu spielen, für seine musikalische Darbietung erhielt Siebenkäs „viel Lob und Beifall“.
Wieder zurück in Nürnberg wurde er von seinem Vater im Bäckerhandwerk ausgebildet und übernahm anschließend dessen Geschäft. 1735 heiratete er Anna Müller († 1751), mit welcher er zehn Kinder hatte, jedoch überlebte nur ein Sohn, Jeremias Paulus (später Organist der Frauenkirche und in St. Sebald), seinen Vater. Am 4. Dezember 1754 ehelichte Siebenkäs Barbara Nopitsch. Aus dieser zweiten Ehe überlebten ihn drei Kinder, einer davon war der Philologe Johann Philipp Siebenkäs (er selbst schrieb sich später Siebenkees).
Da Johann Siebenkäs sich nicht für das Bäckerhandwerk begeistern konnte, widmete er sich wieder verstärkt der Musik. Zunächst war er für sechs Jahre Organist der Walburgiskapelle auf der Nürnberger Burg, anschließend der Frauenkirche und von 1764 bis 1773 übte er dieses Amt mit „viel Ruhm“ schließlich in der städtischen Hauptkirche St. Lorenz aus. Des Weiteren war Siebenkäs auch als Musik- beziehungsweise Orgellehrer tätig; seine Schüler waren unter anderem Georg Wilhelm Gruber und Christoph Friedrich Wilhelm Nopitsch. Nach dem Tod Georg Philipp Telemanns wurde Siebenkäs für die Hamburger Musikdirektorenstelle angeworben, dies lehnte er aber ebenfalls ab. Von 1773 an bis zu seinem Tod war er Organist zu St. Sebald. Er wurde als ein „vortrefflicher Tonkünstler und Virtuos auf mehreren Instrumenten“ bezeichnet, insbesondere zeichnete er sich durch sein Spiel auf der Querflöte, am Klavier und an der Orgel aus. Die meisten der von ihm komponierten Werke sind heute nicht mehr erhalten. Johann Siebenkäs wurde am 25. Januar 1781 beerdigt.
Johann Siebenkäs war gewissermaßen Namensgeber für Jean Pauls gleichnamigen Roman beziehungsweise den Protagonisten darin.

## Werke (Auswahl)
- Kirchweih Cantata. Kommt herzu lasst uns dem Herrn frohlocken
- Menuett in G-Dur